# Tabanus lentis
Tabanus lentis är en tvåvingeart som beskrevs av Stone 1972. Tabanus lentis ingår i släktet Tabanus och familjen bromsar. Inga underarter finns listade i Catalogue of Life.